# Ishii Kengo
Kengo Ishii (石井 謙伍 Ishii Kengo, sinh ngày 2 tháng 4 năm 1986 ở Ishikari, Hokkaidō) là một cầu thủ bóng đá người Nhật Bản hiện tại thi đấu cho Samut Sakhon.

## Thống kê câu lạc bộ
Cập nhật đến ngày 30 tháng 11 năm 2017.
| Thành tích câu lạc bộ | Thành tích câu lạc bộ | Thành tích câu lạc bộ | Giải vô địch | Giải vô địch | Cúp                   | Cúp                   | Cúp Liên đoàn | Cúp Liên đoàn | Tổng cộng | Tổng cộng |
| Mùa giải              | Câu lạc bộ            | Giải vô địch          | Số trận      | Bàn thắng    | Số trận               | Bàn thắng             | Số trận       | Bàn thắng     | Số trận   | Bàn thắng |
| Nhật Bản              | Nhật Bản              | Nhật Bản              | Giải vô địch | Giải vô địch | Cúp Hoàng đế Nhật Bản | Cúp Hoàng đế Nhật Bản | J. League Cup | J. League Cup | Tổng cộng | Tổng cộng |
| --------------------- | --------------------- | --------------------- | ------------ | ------------ | --------------------- | --------------------- | ------------- | ------------- | --------- | --------- |
| 2005                  | Consadole Sapporo     | J2 League             | 17           | 1            | 1                     | 0                     | –             | –             | 18        | 1         |
| 2006                  | Consadole Sapporo     | J2 League             | 37           | 9            | 4                     | 0                     | –             | –             | 41        | 9         |
| 2007                  | Consadole Sapporo     | J2 League             | 36           | 6            | 1                     | 1                     | –             | –             | 37        | 7         |
| 2008                  | Consadole Sapporo     | J1 League             | 9            | 0            | 0                     | 0                     | 3             | 0             | 12        | 0         |
| 2009                  | Consadole Sapporo     | J2 League             | 16           | 1            | 1                     | 0                     | –             | –             | 17        | 1         |
| 2010                  | Ehime FC              | J2 League             | 28           | 3            | 1                     | 0                     | –             | –             | 29        | 3         |
| 2011                  | Ehime FC              | J2 League             | 32           | 4            | 3                     | 1                     | –             | –             | 35        | 5         |
| 2012                  | Ehime FC              | J2 League             | 37           | 6            | 1                     | 0                     | –             | –             | 38        | 6         |
| 2013                  | Ehime FC              | J2 League             | 29           | 5            | 0                     | 0                     | –             | –             | 29        | 5         |
| 2014                  | Consadole Sapporo     | J2 League             | 36           | 3            | 0                     | 0                     | –             | –             | 36        | 3         |
| 2015                  | Consadole Sapporo     | J2 League             | 14           | 1            | 0                     | 0                     | –             | –             | 14        | 1         |
| 2016                  | Consadole Sapporo     |                       | 27           | 1            | 1                     | 0                     | –             | –             | 28        | 1         |
| 2017                  | Consadole Sapporo     | J1 League             | 4            | 0            | 0                     | –                     | –             |               |           |           |
| Tổng                  | Tổng                  | Tổng                  | 318          | 40           | 12                    | 2                     | 13            | 2             | 334       | 42        |